# Катастрофа C-130 под Лагосом
Катастрофа C-130 под Лагосом — крупная авиационная катастрофа, произошедшая в субботу 26 сентября 1992 года. В окрестностях Лагоса разбился Lockheed C-130H Hercules ВВС Нигерии, при этом погибли все находившиеся на его борту 159 человек. Крупнейшая катастрофа C-130.

## Самолёт
Lockheed C-130H-LM Hercules (L-82) с бортовым номером NAF911 и заводским 4624 входил в первую партию из 6 C-130, поступивших в армию Нигерии в 1975—1976 годах.

## Катастрофа
Самолёту предстояло перевезти группу военных из Лагоса в Кадуну и Джос. Ранее в городке Икеджа прошёл ежегодный турнир по сквошу и теперь участники и болельщики возвращались обратно. На самолёте должны были лететь курсанты 19, 20 и 21 курсов Нигерийской военной академии (Nigerian Defence Academy) и несколько офицеров с 18 курса, а также несколько представителей других стран. Вылет должен был состояться ещё в пятницу 25 сентября, но был задержан на день из-за проблем с одним из двигателей. Утром 26 сентября вылет задержали по той же причине. В связи с этим многие курсанты предпочли добираться другими способами.
Когда все проблемы были улажены, началась посадка на самолёт. Командиром экипажа был Джон Апаренкуме (англ. John Aparenkume), всего на борт сели 159 человек, при этом большинство сидений не имели ремней безопасности. После разрешения на взлёт в 17:32 в сгущающихся сумерках и в ясную погоду C-130 начал разгон по ВПП. Когда он оторвался от взлётной полосы, помощник командира доложил авиадиспетчеру об отказе двигателя. Авиадиспетчер дал разрешение возвращаться в аэропорт. При развороте отказал ещё один двигатель, поэтому пилоты приняли решение совершить аварийную посадку на канал Эджигбо и развернул самолёт нужным курсом. В этот момент отказал третий двигатель. Самолёт резко опустил нос и в 17:35 врезался в болото на берегу канала, от удара оторвало правую плоскость крыла и хвостовую часть.
Хотя авиадиспетчер знал о проблемах на самолёте и уведомил об этом начальника аэропорта Лагоса, но из-за непонимания поначалу было решено, что речь шла о небольшом самолёте. Когда стало известно, что катастрофа произошла на болоте, и в связи с наступлением темноты поиски были отложены до утра следующего дня. Когда аварийные службы прибыли к месту падения, то не обнаружили ни одного выжившего. Из-за переполнения самолёта многие погибли в возникшей после удара давке, либо утонули. Точное число погибших изначально не было известно, так как самолёт сильно зарылся в грунт, а многие тела разорвало при ударе на несколько частей. В первый день поисков были найдены только 27 тел. Известно, что в аэропорту скопились 168 курсантов, но после задержки вылета многие выбрали другие способы добраться до Кадуны. Также на борту находились иностранные военные. В некоторых отчётах указано 163 погибших, в других — 174; отдельные газеты сообщали даже о 200 погибших. Достоверно удалось определить, что на борту были 151 гражданин Нигерии, 5 граждан Ганы и по 1 из Зимбабве, Танзании и Уганды (военный офицер), то есть погибли 159 человек. Это крупнейшая катастрофа с участием C-130 и на момент событий была крупнейшей в мире катастрофой турбовинтового самолёта, на 2020 год — вторая (после катастрофы Ан-32 в Киншасе, 237 погибших). На 2020 год это третья крупнейшая авиакатастрофа в Нигерии.

## Причины
Причиной катастрофы назван последовательный отказ трёх двигателей, два из которых отказали при взлёте и один при заходе на аварийную посадку. Отказ двигателей был вызван загрязнением топлива. Произошло ли загрязнение топлива из-за ошибок при заправке, некачественного обслуживания и ремонта самолёта, либо это была диверсия, точно не известно.